# غوست ريكون
غوست ريكون (بالإنجليزية: Ghost Recon)‏ ومعناها استطلاع الشبح هي سلسلة ألعاب حربية تكتيكية من نمط تصويب تكتيكي من منظور الشخص الثالث. صدر منها عدة أجزاء وحققت مبيعات ممتازة ونالت على إعجاب اللاعبين والنقاد على حد السواء. تم إصدار الأجزاء الأولى من السلسلة عن طريق مجموعة من المبرمجين في شركة ريد ستورم إنترتينمنت (Red Storm Entertainment) التي أنشأها الكاتب الأميركي توم كلانسي، بعدها قامت شركة النشر يوبي سوفت بشراء ريد ستورم إنترتينمنت وأكملت إصدار السلسلة تحت اسم توم كلانسي.
تتحدث اللعبة عن فرقة قوات خاصة سرية في الجيش الأميركي تعرف باسم الأشباح يتم إرسالها إلى مناطق مختلفة من العالم حيث النزاعات والحروب والعمل على تنفيذ مهام خاصة ومعقدة. صدر منها عدة أجزاء
- جوست ريكون (Ghost Recon).
- جوست ريكون: دزيرت سيج (Ghost Recon:Desert Siege)
- جوست ريكون: أيلند ثندر (Ghost Recon: Island Thunder)
- جوست ريكون: جنكل ستورم (Ghost Recon: Jungle Storm)
- جوست ريكون 2 (Ghost Recon 2)
- جوست ريكون 2:ساميت سترايك (Ghost Recon 2: Summit Strike)
- جوست ريكون أدفانسد وور فايتر (Ghost Recon Advanced Warfighter)
- جوست ريكون أدفانسد وور فايتر 2 (Ghost Recon Advanced Warfighter 2)

## تواريخ الإصدار والأجهزة
| العنوان                                        | سنة الإصدار | سنة الأحداث | الجهاز                                                                       |
| ---------------------------------------------- | ----------- | ----------- | ---------------------------------------------------------------------------- |
| Tom Clancy's Ghost Recon                       | 2001        | 2008        | حاسوب شخصي، ماكنتوش، إكس بوكس، بلاي ستيشن 2, جيم كيوب، إن-جايج               |
| غوست ريكون                                     | 2002        | 2009        | حاسوب شخصي، ماك (حزمة تطوير)                                                 |
| Tom Clancy's Ghost Recon: Island Thunder       | 2003        | 2010        | حاسوب شخصي، ماك (حزمة تطوير)، إكس بوكس                                       |
| Tom Clancy's Ghost Recon: Jungle Storm         | 2004        | 2010        | بلاي ستيشن 2, N-جايج، الموبايل                                               |
| Tom Clancy's Ghost Recon 2                     | 2004        | 2011        | إكس بوكس، بلاي ستيشن 2, جيم كيوب                                             |
| Tom Clancy's Ghost Recon 2: Summit Strike      | 2005        | 2012        | إكس بوكس                                                                     |
| Tom Clancy's Ghost Recon Advanced Warfighter   | 2006        | 2013        | إكس بوكس 360, إكس بوكس، بلاي ستيشن 2, حاسوب شخصي                             |
| Tom Clancy's Ghost Recon Advanced Warfighter 2 | 2007        | 2013        | إكس بوكس 360, بلاي ستيشن 3, بلاي ستيشن بورتبل، حاسوب شخصي، الموبايل          |
| Tom Clancy's Ghost Recon: Shadow Wars          | 2011        | 2017        | نينتندو 3دي إس                                                               |
| Tom Clancy's Ghost Recon Wii                   | 2011        |             | وي                                                                           |
| Tom Clancy's Ghost Recon Online                | 2011        |             | حاسوب شخصي، وي يو                                                            |
| Tom Clancy's Ghost Recon: Future Soldier       | 2012        | 2024        | إكس بوكس 360, بلاي ستيشن 3, وي، نينتندو دي إس، بلاي ستيشن بورتبل، حاسوب شخصي |

## وصلات خارجية
- الموقع الرسمي لجوست ريكون